# Jazz for Idiots

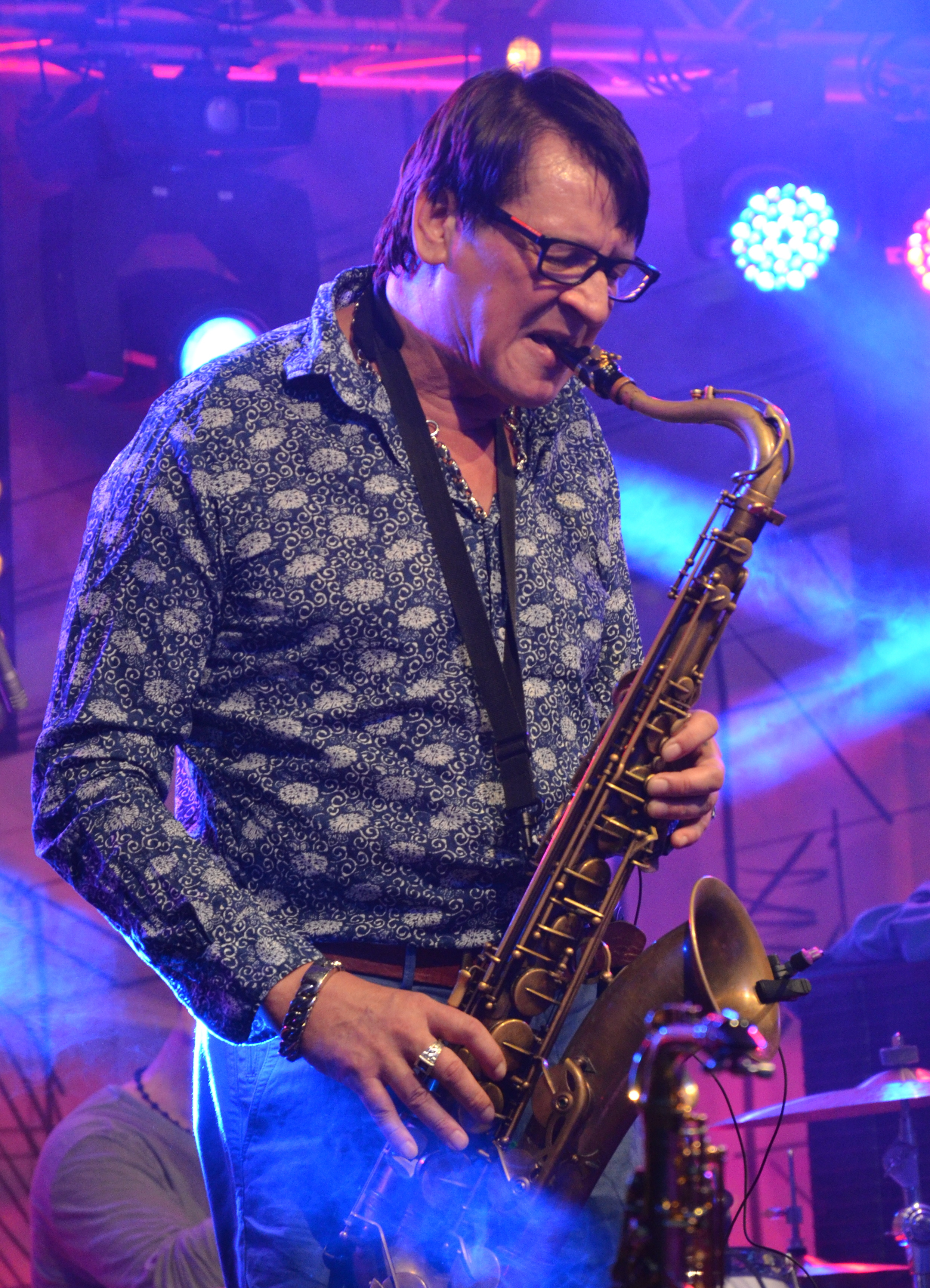
Maciej Maleńczuk, „Jazz for Idiots” w Bielsku-Białej (2016)

Jazz for Idiots – album studyjny polskiego piosenkarza Macieja Maleńczuka wraz z formacją Jazz for Idiots. Wydawnictwo ukazało się 1 kwietnia 2016 roku nakładem wytwórni muzycznej Sony Music Entertainment Poland.
Na płycie znalazło się 12 utworów, z których cztery to covery takich wykonawców jak: P. Sarde / H. Rostaing, S. Bechet, J. Coltrane, C. Mingus. Pozostałe utwory to kompozycje własne.
Kwietniowa data premiery płyty nie była przypadkiem. Miesiąc ten w Stanach Zjednoczonych tradycyjnie poświęcony jest muzyce jazzowej i kończy się Międzynarodowym Dniem Jazzu.
Płyta dotarła do 5. miejsca zestawienia OLiS. 15 czerwca 2016 płyta uzyskała status złotej, a 14 lutego 2018 – platynowej.

## Lista utworów[7]
1. „Gekon” – 2:36 (muzyka i słowa: Maciej Maleńczuk)
2. „Petite Fleur” – 5:01 (muzyka: Sidney Bechet)
3. „Snobby Bobby” – 4:22 (muzyka: Maciej Maleńczuk)
4. „Tell Me That You Want Me” – 3:06 (muzyka i słowa: Maciej Maleńczuk)
5. „La Grande Bouffe” – 4:57 (muzyka: Philippe Sarde, Hubert Rostaing)
6. „Melodia na trzy oddechy” – 3:18 (muzyka: Maciej Maleńczuk)
7. „Mr Syms” 6:36 – (muzyka: John Coltrane)
8. „Ach, Proszę Pani” – 3:35 (muzyka: Maciej Maleńczuk)
9. „Jazz Is Dead” – 2:53 (muzyka: Maciej Maleńczuk)
10. „Johnny Walker” – 3:10 (muzyka: Maciej Maleńczuk)
11. „Paris” – 3:53 (muzyka: Maciej Maleńczuk)
12. „Devil Woman” – 5:29 (muzyka: Charles Mingus)

## Twórcy[8]
- Maciej Maleńczuk  – saksofon, śpiew
- Przemysław Sokół – trąbka
- Dariusz Tarczewski – piano, instrumenty klawiszowe
- Andrzej Laskowski  – gitara basowa
- Tobias Hass – perkusja